# Flaggita
La flaggita és un mineral de la classe dels sulfats. Rep el nom en honor d'Arthur Leonard Flagg (Woonsocket, Rhode Island, EUA, 29 de juny de 1883 - Phoenix, Arizona, EUA, 27 d'abril de 1961), enginyer de mines i col·leccionista de minerals. Va ser fundador la Societat Mineralògica d'Arizona i president de la Federació Americana de Societats Mineralògiques.

## Característiques
La flaggita és un sulfat de fórmula química Pb₄Cu2+₄Te6+₂(SO₄)₂O11(OH)₂(H₂O). Va ser aprovada com a espècie vàlida per l'Associació Mineralògica Internacional l'any 2021, sent publicada en el mes d'abril de 2022. Cristal·litza en el sistema triclínic. És una espècie estructural i químicament relacionada amb la bairdita.
Les mostres que van servir per a determinar l'espècie, el que es coneix com a material tipus, es troben conservades a les col·leccions mineralògiques del Museu d'Història Natural del Comtat de Los Angeles, a Los Angeles (Califòrnia) amb els números de catàleg: 64499, 64500 i 76143.

## Formació i jaciments
Va ser descoberta a la mina Grand Central, situada al districte miner de Tombstone, dins el comtat de Cochise (Arizona, Estats Units). Aquesta mina estatunidenca és l'únic indret de tot el planeta on ha estat descrita aquesta espècie mineral.